# バニラソルト
『バニラソルト』は、堀江由衣の9枚目のシングル。2008年10月22日にスターチャイルドから発売された。

## 解説
マキシシングルのみの通常盤とデジパック仕様で、「バニラソルト」のPVを収録したDVDとの2枚組みの初回限定を盤同時に発売。DVDは片面・1層ディスク、MPEG-2、リニアPCM。両A面では無いが両曲共にPVが製作されており、『yui horie CLIPS 2』にも収録されている。TV-SIZEバージョンは2009年1月7日発売の『とらドラ!オリジナルサウンドトラック』に収録。
両曲ともテクノポップ調の楽曲となっており、PVで堀江自身が3人に扮するシーンは髪型も似せておりPerfumeを意識していると思われる。タワーレコードが発行するフリーペーパー『bounce』でも「よくできたパロディ」として紹介された。
2013年に作曲のFunta7ことFuntaがアルバム『Funta-stic!!』にて「バニラソルト」をセルフカバーしている。

## 収録曲
1. バニラソルト [4:59]
作詞：Satomi、作曲：Funta7、編曲：中塚武
2. I my me [3:58]
作詞・作曲：加藤有加利、編曲：川口圭太
3. バニラソルト（off vocal version）
4. I my me（off vocal version）

## タイアップ
| 曲名         | タイアップ |
| ------------ | --- |
| バニラソルト | アニメ・OVA『とらドラ!』エンディングテーマ                                                                                 |
| I my me      | WEBラジオ『とらドラジオ!』エンディングテーマ テレビ東京『あにてれ Presents アニソンぷらす+』2008年11月度エンディングテーマ |

## 楽曲の収録アルバム
| 曲名         | 収録アルバム    | 発売日        | 備考                  |
| ------------ | --------------- | ------------- | --------------------- |
| バニラソルト | 『HONEY JET!!』 | 2009年7月15日 | 7thオリジナルアルバム |
| バニラソルト | 『BEST ALBUM』  | 2012年9月20日 | 2ndベストアルバム     |
| I my me      | アルバム未収録  |               |                       |